# Старая (приток Тыпыла)
Старая — река в России, протекает по Свердловской области. Устье реки находится в 38 км по левому берегу реки Тыпыл. Длина реки составляет 11 км.
Исток реки в горах Среднего Урала на северных склонах горы Сурапанские Камешки (813 м НУМ). Исток лежит на главном хребте Уральских гор, здесь проходит граница между Европой и Азией, а также глобальный водораздел между бассейнами Волги и Оби, рядом с истоком Пожвы берёт начало река Южная Каква (приток Каквы).
Течёт преимущественно в западном и северо-западном направлениях, течение носит бурный горный характер. Населённых пунктов на берегах реки нет.

## Данные водного реестра
По данным государственного водного реестра России относится к Камскому бассейновому округу, водохозяйственный участок реки — Косьва от истока до Широковского гидроузла, речной подбассейн реки — бассейны притоков Камы до впадения Белой. Речной бассейн реки — Кама.
Код объекта в государственном водном реестре — 10010100312111100008560.